# (7699) Božek
(7699) Božek ist ein Asteroid des inneren Hauptgürtels, der am 2. Februar 1989 vom tschechischen Astronomen Antonín Mrkos am Kleť-Observatorium (IAU-Code 046) in der Nähe der Stadt Český Krumlov in Südböhmen entdeckt wurde.
Der Asteroid wurde am 20. November 2002 nach dem polnisch-schlesischen Erfinder und Uhrmacher Josef Božek benannt, der als Konstrukteur von vor allem von dampfbetriebenen Fahrzeugen bekannt wurde.